# Arp 148

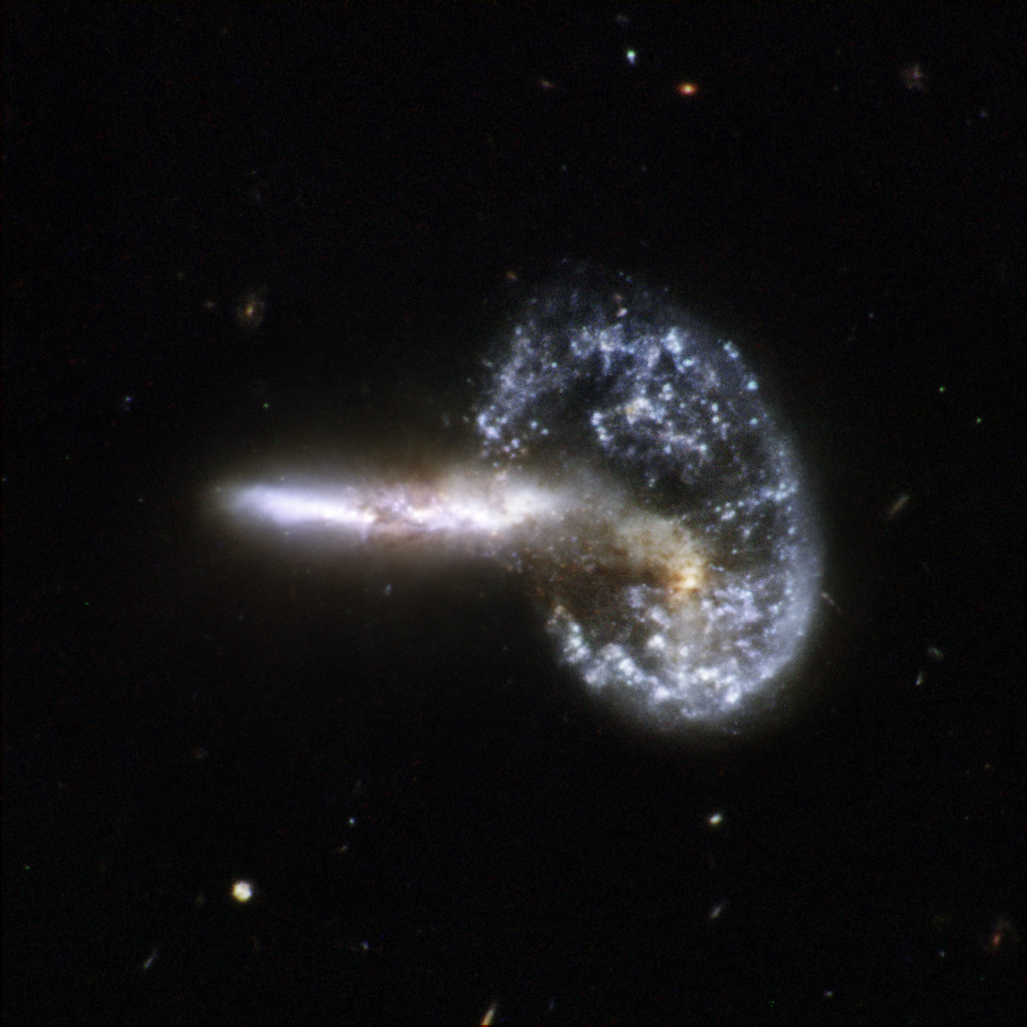
Galaxia Arp 148

Arp 148 (denumită și obiect Mayall, iar în latină: Mayallium Ursae Majoris) este o galaxie peculiară situată la circa 500 de milioane de ani-lumină (152 Mpc) de Soare, în constelația Ursa Mare. Mai precis, este vorba despre un obiect care a rezultat din coliziunea a două galaxii dând naștere unei galaxii inelare cu un fragment de galaxie neregulată care iese din aceasta.

## Descoperire
Obiectul astronomic Arp 148 a fost descoperit de astronomul Nicholas Mayall, la 13 martie 1940.